# Garantia
Garantia é utilizado por órgãos da administração direta e indireta (federais, estaduais e municipais), públicos e privados, que devem exigir garantias de manutenção de oferta (em caso de concorrência) e de fiel cumprimento dos contratos. Também é utilizado pelas empresas privadas que, nas suas relações contratuais com terceiros (fornecedores, prestadores de serviços e empreiteiros de obras), desejam garantir-se contra o risco de descumprimento dos contratos. Normalmente o salário de garantista gira em torno de 1080,00R$ na carteira.

## Modalidades
Anteriormente denominado como Seguro Garantia de Obrigações Contratuais (GOC), é oferecido em diferentes modalidades, tais como:

### Seguro Garantia do Executante Construtor, Fornecedor e Prestador de Serviços ("Performance Bond")
Garante a indenização, até aos valores indicados na apólice, dos prejuízos decorrentes do inadimplemento do contratante, das obrigações assumidas no contrato de construção, fornecimento ou prestação de serviços firmado entre ele e o segurado. É utilizado para garantir a fiel execução do contrato.

### Seguro Garantia de Adiantamento de Pagamento ("Advance Payment Bond ou Refundment Bond")
Garante os adiantamentos de pagamentos liberados pelo Contratante, sem a contrapartida imediata de fornecimentos, serviços e obras. É exigido o valor integral do adiantamento no seguro, deixando de existir a apólice quando a obrigação referente ao pagamento adiantado é cumprida. Essa apólice normalmente não é cumulativa, pois se é feito outro adiantamento, é baixado o anterior e incluído o novo valor. É garantida a indenização até ao valor estipulado na apólice, conforme o contrato de execução.

### Seguro Garantia de Retenções de Pagamento ("Retention Bond")
Usualmente os contratantes exigem uma retenção sobre cada fatura de pagamento. Esta modalidade de seguro garantia substitui essa retenção, resultando em uma maior margem de negociação e na possibilidade de fazer eventuais correções de valores. Sem este seguro, as retenções sobre as faturas aumentariam o valor do contrato.

### Seguro Garantia do Concorrente ("Bid Bond")
Cobre, para o Licitante, os custos decorrentes da não-assinatura do contrato pelo vencedor da Licitação, a sua conseqüente anulação ou a chamada do segundo colocado, garantindo o diferencial de preço. É utilizado para manter firmes as propostas pré-estabelecidas, garantindo a indenização se o Tomador deixar de assinar o contrato de execução ou de fornecimento previsto no Edital ou Carta-Convite.

### Seguro Garantia do Executante
Cobre a execução do contrato e o risco decorrente da substituição do contratado inadimplente, por outro.

### Seguro Garantia de Perfeito Funcionamento ("Maintenance Bond")
Garante a indenização, até ao valor estipulado na apólice, dos danos decorrentes da inadequação da qualidade da obra, dos serviços prestados ou dos bens fornecidos objeto do contrato, pelo prazo máximo de vinte e quatro meses, após a sua entrega ou entrada em operação.

### Seguro Garantia Aduaneiro
Garante à Receita Federal o pagamento dos tributos devidos na importação, quando suspensos por inclusão em Regime Aduaneiro Especial, caso o contribuinte descumpra as condições que lhe permitiram o benefício da suspensão da exigibilidade tributária. Esta cobertura é utilizada nas seguintes operações aduaneiras:
- Admissão Temporária - importação de bens para permanência no país por prazo determinado;
- Trânsito Aduaneiro - transporte de bens importados, entre estabelecimentos alfandegados;
- Drawback - importação de matérias-primas ou produtos destinados à exportação após passarem por processo industrial no país;
- Determinação do Valor Aduaneiro - apuração de valor real de mercadoria, quando o valor mínimo atribuído pela receita for superior aquele declarado pelo importador.

### Seguro Garantia Portuária
Garante o fiel e pontual pagamento da contraprestação correspondente às requisições de serviços feitas pelos usuários, junto aos administradores públicos dos respectivos portos.

### Seguro Garantia Imobiliário
Garante a conclusão da obra ou a devolução dos recursos, isto é, assegura a entrega da unidade adquirida ou a devolução das prestações pagas pelo adquirente, quando verificada a impossibilidade do término da obra.

### Seguro Garantia Judicial
Garante o pagamento de um valor correspondente ao depósito em juízo, que o Tomador necessite fazer durante processos judiciais. Esta modalidade de seguro garantia é uma alternativa aos depósitos judiciais exigidos quando da defesa em uma ação executiva.

### Seguro Garantia Administrativo
Assegura a veracidade de créditos tributários, garantindo os valores mencionados. Assegura ainda a interposição de recursos voluntário em processo administrativo, no âmbito Federal, Estadual e/ou Municipal.

### Seguro Garantia Financeira
Garante a obrigação de pagar, ao contrário das demais modalidades que se relacionam à obrigação de fazer. Garante qualquer obrigação de pagamento e pode ser utilizado em contratos de financiamentos e de construção, fornecimento ou prestação de serviços.

### Seguro Garantia para Concessões
Garante a indenização ao órgão do governo que realiza a concessão de um serviço em caso de inadimplemento contratual por parte da concessionária. Esta modalidade de seguro garantia destina-se principalmente ao atendimento ao governo, em concessões rodoviárias e de saneamento, podendo ser estendido para as ferrovias, portos e demais setores considerados primordiais para o desenvolvimento da infra-estrutura no país. A concessão é um instrumento utilizado pelo governo com fim de transferir para iniciativa privada um serviço ou um bem do próprio governo. A transferência é feita por um período de cerca de vinte anos, podendo ser estendido ou reduzido. A iniciativa privada assume os investimentos em manutenção e melhorias, remunerando-se através da cobrança de uma tarifa. O seguro é contratado mediante apólices anuais renováveis, uma vez que a seguradora não poderia assumir um risco por todo o prazo da concessão.

### Garantia trabalhista
Garantir ao segurado até o limite da importância segurada estipulada na apólice, o reembolso das despesas que lhe venham a ser imputadas, direta ou solidariamente ao Tomador, resultantes de ações trabalhistas diretas e o que mais conste da sentença condenatória, restrita ao âmbito da relação do Tomador com o autor/reclamante, no que caracterize tal relação empregatícia como móvel de execução fiscal/trabalhista, durante o período em que o autor/reclamante prestou, ou ainda esteja prestando, serviços nas dependências ou a serviço do segurado, na vigência deste seguro.

### Garantia Cédula do Produtor Rural ("Commodities")
Garante ao credor da Cédula do Produtor Rural a entrega da mercadoria especificada na cédula, ou o seu valor correspondente, até ao valor fixado na apólice em decorrência do inadimplemento das obrigações por parte do Tomador/Produtor Rural.

## Partes envolvidas
- Tomador - é a empresa contratada para executar uma obra, prestar um serviço ou fornecer mercadorias, matéria-prima ou equipamentos. É o Tomador quem paga o "prêmio" (custo do seguro) e contrata o seguro para garantir ao segurado o cumprimento das obrigações assumidas.
- Segurado - é o credor da obrigação, ou seja, a empresa ou órgão público que contrata o Tomador. O segurado é o beneficiário da apólice.
- Garantidor - é a seguradora, uma empresa autorizada a emitir apólices para garantir as obrigações de um Tomador definidas em contrato.

## Seguro Garantia x Fiança Bancária
O Seguro Garantia é uma das formas de caução para a participação em concorrências e uma garantia de execução de contratos. A sua contração constitui-se numa forma de caução mais barata e de mais fácil obtenção do que a Fiança Bancária, além de que não afeta a linha de crédito bancário.